# Conservatorio Dramático y Musical de São Paulo
El Conservatorio Dramático y Musical de São Paulo (en portugués: Conservatório Dramático e Musical de São Paulo) era un centro educativo para los estudiantes de música en São Paulo, Brasil. El Conservatorio fue fundado el 15 de febrero de 1906, e inaugurado oficialmente el 12 de marzo de ese año. En 1909 se trasladó a su ubicación actual en la Avenida São João, en el centro. Entre 1981 y 1983 el edificio fue renovado. Una de las muchas escuelas de música postsecundaria en São Paulo, el Conservatorio ya era conocido principalmente por su biblioteca de erudición musical y dramática, y su alumno más famoso, el poeta y musicólogo Mário de Andrade, que estudió piano y enseñó allí durante gran parte de su vida. En 2009, debido a muchos problemas financieros, el conservatorio fue cerrado.